# Tre Mann
Tre'shaun Mann (* 3. Februar 2001 in Gainesville) ist ein US-amerikanischer Basketballspieler.

## Werdegang
Mann spielte als Heranwachser für die Mannschaft der Villages Charter School in Gainesville (US-Bundesstaat Florida). In derselben Stadt nahm er 2019 ein Studium an der University of Florida auf, Angebote anderer namhafter Hochschulen wie Georgia Tech und Texas A&M lehnte er ab. Er bestritt bis zum Saisonende 2020/21 insgesamt 53 Spiele für die University of Florida. Mann führte die Hochschulmannschaft in der Saison 2020/21 als bester Korbschütze (16 Punkte/Spiel) an. In seinen letzten sieben Spielen in der NCAA kam er auf einen Punkteschnitt von 20,9.
Nach zwei NCAA-Spielzeiten entschloss sich Mann zum Schritt ins Profitum. Die Mannschaft Oklahoma City Thunder wählte ihn im NBA-Draftverfahren 2021 an 18. Stelle aus. Am 8. August 2021 unterzeichnete er seinen ersten Vertrag als Berufsbasketballspieler. Nach einem guten ersten Jahr in der NBA (10,4 Punkte je Begegnung) gingen Manns Werte zurück. Im Februar 2024 wurde an die Charlotte Hornets abgegeben.

## Karriere-Statistiken

### NBA

#### Hauptrunde
| Saison  | Team                      | GP  | GS | MPG  | FG % | 3P % | FT % | RPG | APG | SPG | BPG | PPG  |
| ------- | ------------------------- | --- | -- | ---- | ---- | ---- | ---- | --- | --- | --- | --- | ---- |
| 2021–22 | Oklahoma City             | 60  | 26 | 22.8 | .393 | .360 | .793 | 2.9 | 1.5 | 0.8 | 0.2 | 10.4 |
| 2022–23 | Oklahoma City             | 67  | 5  | 17.7 | .393 | .315 | .764 | 2.3 | 1.8 | 0.6 | 0.2 | 7.7  |
| 2023–24 | Oklahoma City / Charlotte | 41  | 28 | 24.1 | .459 | .373 | .763 | 3.6 | 4.0 | 1.2 | 0.1 | 9.3  |
| Gesamt  | Gesamt                    | 168 | 59 | 21.1 | .408 | .345 | .776 | 2.8 | 2.2 | 0.8 | 0.2 | 9.1  |